# Chionographis hisauchiana
Chionographis hisauchiana là một loài thực vật có hoa trong họ Melanthiaceae. Loài này được (Okuyama) N.Tanaka mô tả khoa học đầu tiên năm 2003.